# D. B. 와이스
대니얼 브렛 와이스(영어: Daniel Brett Weiss, 1971년 4월 23일 ~ )는 미국의 작가, 각본가, 프로듀서이다. 시나리오라이터 데이비드 베니오프와 함께 기획한, 조지 R. R. 마틴의 소설을 원작으로 한 드라마 시리즈 《왕좌의 게임》으로 유명하다.